# 美孚家·政
美孚家·政，是香港一個推廣民主理念的社區組織，由九龍荔枝角美孚新邨的居民在2014年12月受雨傘運動啟發而成立。組織主要關心社區內事務，並在社區內宣傳民主理念和協助居民解決社區內問題。

## 活動
| 日期           | 活動                         |
| -------------- | ---------------------------- |
| 2015年7月      | 聯署要求改善檢驗水質         |
| 2015年1月11日  | 橋底直播毛記電視分獎典禮     |
| 2015年1月17日  | 網上聯署要求改善區內地磚問題 |
| 2015年11月17日 | 橋底直播中港足球比賽         |
| 2016年1月23日  | 2016年居民大會               |

## 媒體報道
- 【地區政治系列】延續雨傘運動精神 美孚居民成立地區組織作民主深耕 （页面存档备份，存于）
- 「我地唔係服務街坊」─ 美孚家．政，向蛇齋餅糭宣戰【一年過後】（五）
- （页面存档备份，存于） [思潮作動] 去你度去我度---自己社區自己搞